# Polibromowane difenyloetery

Ogólny wzór PBDE

BDE-99

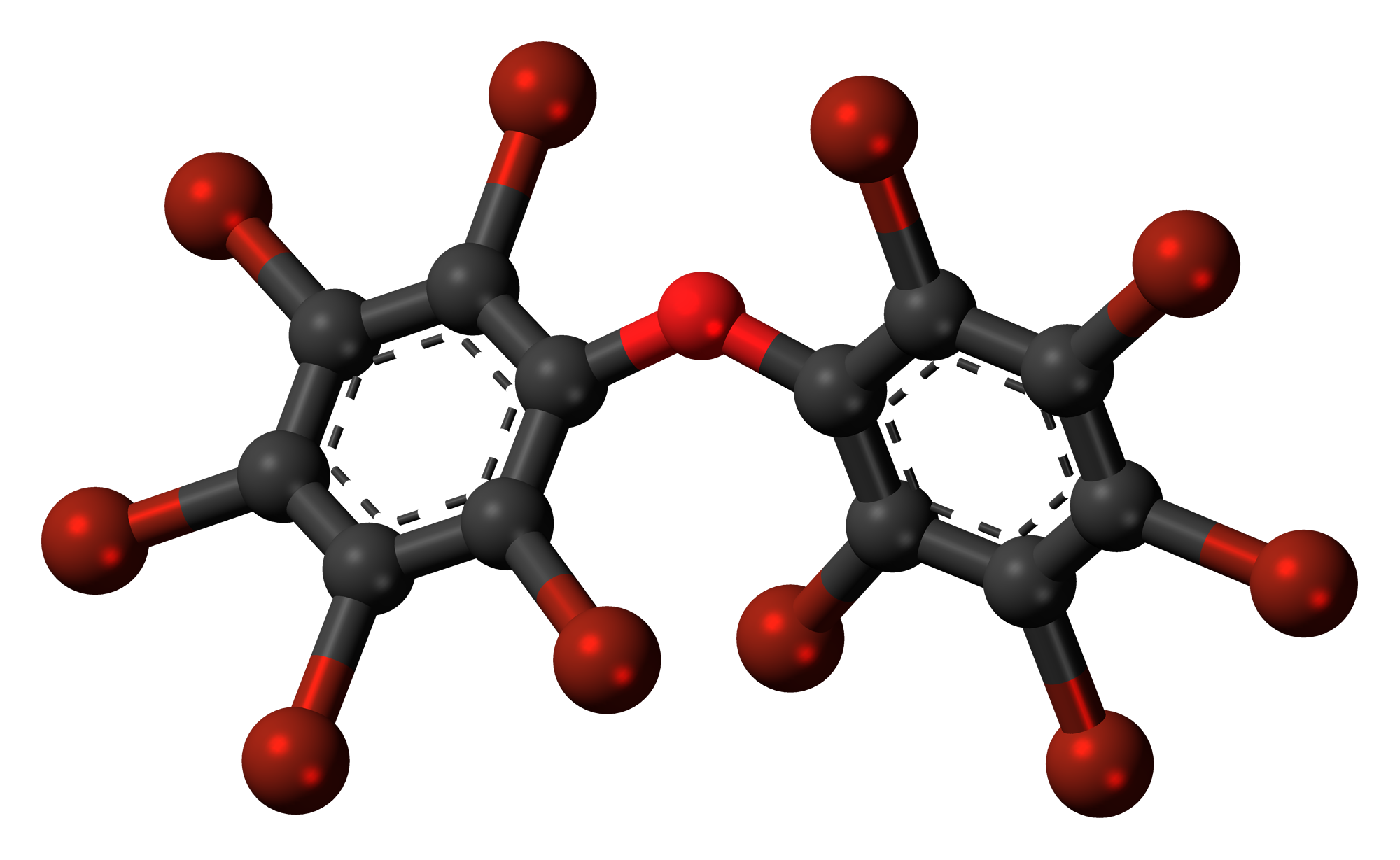
Eter dekabromodifenylu

Polibromowane difenyloetery, polibromowane etery difenylowe, difenyloetery bromowane, PBDE, pBDE – grupa związków organicznych. Bromowane pochodne węglowodorów. Składają się z dwóch pierścieni aromatycznych połączonych mostkiem tlenowym, przez co zaliczane są do eterów.

## Właściwości chemiczne i fizyczne
PBDE mogą występować w postaci 209 kongenerów. Liczba atomów bromu uwzględniona jest w nazwie, np. kongenery zawierające sześć atomów tego pierwiastka to 2,2’,4,4’,5,5’-HeksaBDE, 2,2’,4,4’,5,6’-HeksaBDE i in. Stosowane są też nazwy zawierające kolejne numery nadane przez Międzynarodową Unię Chemii Czystej i Stosowanej (IUPAC), np. kongener 2,2’,3,3’,4,4’,5,5’,6,6’-DekaBDE to BDE-209.
Są słabo rozpuszczalne w wodzie (<1 µg/l), a są lipofilne. Mają wysoką temperaturę zapłonu i są dość trwałe, powoli ulegając rozkładowi pod wpływem warunków fizycznych, chemicznych i biologicznych.
| Liczba atomów bromu w cząsteczce | Wspólna część nazwy | Numer IUPAC | Wzór sumaryczny | Masa cząsteczkowa |
| -------------------------------- | ------------------- | ----------- | --------------- | ----------------- |
| 1                                | monoBDE             | 1–3         | C12H9Br1O       | 249,1             |
| 2                                | diBDE               | 4–15        | C12H8Br2O       | 328,0             |
| 3                                | triBDE              | 16–39       | C12H7Br3O       | 406,9             |
| 4                                | tetraBDE            | 40–81       | C12H6Br4O       | 485,8             |
| 5                                | pentaBDE            | 82–127      | C12H5Br5O       | 564,7             |
| 6                                | heksaBDE            | 128–169     | C12H4Br6O       | 643,6             |
| 7                                | heptaBDE            | 170–193     | C12H3Br7O       | 722,5             |
| 8                                | oktaBDE             | 194–205     | C12H2Br8O       | 801,4             |
| 9                                | nonaBDE             | 206–208     | C12H1Br9O       | 880,3             |
| 10                               | dekaBDE             | 209         | C12Br10O        | 959,2             |

## Synteza
Ogólna metoda syntezy bromowanych difenyloeterów opisana została przez zespół Marsha. Jako jednego z substratów organicznych używa się w nich różnych bromowanych pochodnych benzenu (zależnie od planowanego ostatecznego produktu reakcji). Dzięki (IO)
2SO
4 w kwasie siarkowym (VI) pierścienie aromatyczne benzenu przyłączają się do jodu, tworząc razem kation. Otrzymaną w ten sposób sól poddaje się działaniu drugiego substratu organicznego, podstawionej bromem pochodnej fenolu w obecności wodorotlenku sodu. Metoda ta nie jest jednak uniwersalna – nie udało się wytworzyć kationu zawierającego pierścień 2,4,5-tribromobenzenowy.
Nowy sposób, zaproponowany przez Chena i współpracowników, zamiast bromobenzenów wychodzi od ich bromonitrobenzenów, w których grupa nitrowa przyłączona jest w pozycji orto bądź para w stosunku do atomu węgla, który ma tworzyć mostek tlenowy – dobre wyniki uzyskuje się, jeśli początkowo jest on połączony z fluorem. Bromofluoronitrobenzen traktuje się – jak w poprzedniej metodzie – odpowiednim bromofenolem, dbając o obecność acetonu, węglanu potasu i azotu. Następnie pozostaje jeszcze przeprowadzenie grupy nitrowej w atom bromu.

## Zastosowanie
Ze względu na wysoką temperaturę zapłonu są stosowane jako uniepalniacze (antypireny). Zaliczane są do grupy uniepalniaczy bromowanych. Ich obecność w tworzywach spowalnia spalanie lub nawet je zatrzymuje. W związku z tym dodawane są do tworzyw, w tym tekstyliów. Różne kongenery PBDE są dodawane do materiału dywanów, obić mebli, obudów sprzętu RTV (twardego plastiku), rur, izolacji przewodów elektrycznych, pianek poliuretanowych, farb, lakierów itd.. Zwykle mogą stanowić od 1% do 30% masy tworzywa, przy czym niektóre regulacje prawne ograniczają tę zawartość. PBDE wprowadzono na rynek pod koniec lat 60. XX w. Wzrost ich stosowania wiąże się z wycofywaniem z użytku innych halogenowanych węglowodorów aromatycznych o wcześniej poznanych właściwościach toksycznych (np. PCB). W szerokim użyciu są od początku lat 90. XX wieku. Szacowane zużycie światowe w 2001 to 67 440 ton, z czego na Europę przypadało ponad 12%.
W handlu stosowane są mieszaniny PBDE o nazwach pentaBDE, oktaBDE i dekaBDE. W skład komercyjnego eteru pentabromodifenylu (nr CAS 32534-81-9, pentabromodifenyloeteru) wchodzą przede wszystkim tetraBDE-47 i pentaBDE-99 (numery CAS odpowiednio 5436–43–1 i 60348–60–9). W skład komercyjnego eteru oktabromodifenylu (nr CAS 32536-52-0, oktabromodifenyloeteru) wchodzą m.in. heksaBDE-153 (68631-49-2), heksaBDE-154 (207122-15-4), heptaBDE-175 (446255-22-7) i heptaBDE-183 (207122-16-5). DecaBDE zawiera w swoim składzie co najmniej 97% BDE-209 a resztę stanowią kongenery nonaBDE.

## Zagrożenie środowiskowe
PBDE są antypirenami addytywnymi, czyli nie tworzą wiązań chemicznych z polimerami tworzyw, które wypełniają. Sprawia to, że dość łatwo są uwalniane do środowiska z zawierających je produktów. Z kolei ze względu na lipofilowość łatwo wiążą się z tłuszczami zawartymi w organizmach i podlegają bioakumulacji, czemu sprzyja ich mała skłonność do rozkładu. Miejsca ich gromadzenia to głównie tkanka tłuszczowa i wątroba. Są powszechnie znajdowane w organizmach zwierząt wodnych (małży, ryb). To czyni PBDE trwałymi zanieczyszczeniami organicznymi. Pierwsze stwierdzenia ich obecności w mleku ludzkim pochodzą z początku lat 70. XX w. ze Sztokholmu i okolic, a w tkankach ryb ze szwedzkiego rejonu nad rzeką Viskan, gdzie zlokalizowany był przemysł tekstylny. W okresie 1986–2007 zawartość PBDE w jajach sokołów wędrownych żyjących w Kalifornii zwiększała się co dekadę ponadtrzykrotnie. W okresie 1972–1997 w mleku szwedzkich kobiet zwiększyła się ok. sześćdziesięciokrotnie, czyli w tempie przypominającym wzrost wykładniczy. W związku z tym podczas gdy rozpowszechnienie w środowisku wielu wcześniej rozpoznanych i wycofywanych z użytku substancji zanieczyszczających o podobnych właściwościach zaczęło spadać, obecność PBDE wciąż rosła, aż na przełomie XX i XXI w. zaczęła to być jedna z głównych grup substancji zanieczyszczających znajdowanych w tkankach organizmów. Często występują w wodach, zwłaszcza w postaci związanej z cząstkami stałymi, ale mogą do nich trafiać z depozycją atmosferyczną, a powietrze jest ważną drogą ich transportu, gdyż są zaliczane do półlotnych związków organicznych. Tempo obniżania się stężenia niektórych kongenerów w środowisku to ok. 5% rocznie.
Różne kongenery PBDE mają różną wchłanialność z układu pokarmowego. Zwykle im mniejsza liczba atomów bromu w cząsteczce, tym wchłanialność jest większa, aż do ok. 90%. Wchłanianie kongeneru PBDE-209 to tylko 10%. Drogą pokarmową do organizmów zwierząt dostają się nie tylko PBDE zawarte w organizmach zjadanych zwierząt, ale też w kurzu. W takiej postaci najczęściej znajdowany jest PBDE-209. Ten kongener jest też często spotykany w tłuszczu zwierzęcym i roślinnym. Z kolei w mięsie ryb i owoców morza częste są kongenery BDE-47 i BDE-100, w mięsie innych zwierząt BDE-28, a w mleku i jego przetworach BDE-99, BDE-154, BDE-153 oraz BDE-183. Stężenie PBDE we krwi techników komputerowych czy pracowników pracujących przy ręcznym demontażu sprzętu elektronicznego jest kilkukrotnie wyższe niż u osób o innym zajęciu.
PBDE aktywując reaktywne formy tlenu mogą uszkadzać DNA, choć z badań na drobnoustrojach nie wynika, żeby były mutagenami. Jednak na podstawie badań na szczurach uważa się, że ekspozycja na duże ilości PBDE nagromadzone w wyniku bioakumulacji jest przyczyną powstawania nowotworów. Również u gryzoni zaobserwowano nienowotworowe zmiany w układzie rozrodczym, w tym zmniejszoną ruchliwość plemników, immunologicznym oraz nietypowe zachowanie wynikające z nieprawidłowego rozwoju mózgu w młodości. Ponadto PBDE to związki endokrynnie czynne. Zaobserwowano ich działanie uczulające na układ oddechowy. Oddziałują również toksycznie na organizmy wodne.
Istnieją różnice w toksyczności między różnymi kongenerami, co wynika m.in. z różnic w ich wchłanianiu i metabolizmie. Różny jest też czas wydalania z organizmu tych cząsteczek, które nie uległy bioakumulacji. Najkrótszy jest biologiczny okres półtrwania BDE-209, wynosząc 14 dni w organizmie ludzkim, a poniżej 24 godzin w szczurzym. Choć często cząsteczki z mniejszą liczbą atomów bromu pozostają w organizmie dłużej, to nie jest to sztywna reguła i występują różnice międzygatunkowe oraz międzypłciowe, a kongenery o tej samej liczbie atomów bromu mogą mieć różny okres półtrwania – u człowieka dla kongenerów heksaBDE BDE-154 to 271 dni, a dla BDE-153 – 677 dni. Przy czym na skutek częściowego rozkładu mniej toksyczne kongenery mogą przekształcić się w bardziej toksyczne.

## Występowanie
PBDE powszechnie występują w organizmach zwierzęcych. Zawartość jest zróżnicowana i zależy od różnych czynników. Z reguły jest większa u organizmów z większą ilością tłuszczu w ciele. Także w obrębie jednego gatunku – w mleku kobiet o większej masie ciała jest ich więcej niż u kobiet o masie prawidłowej. Większa jest również w rejonach zurbanizowanych i ogólnie zanieczyszczonych.
W ciele omułków jadalnych w Danii suma PBDE wynosi 80–811 ng/kg świeżej masy. W tym przypadku dominuje BDE-47. Ten kongener jest też najczęściej spotykany w ciele ryb z różnych regionów, np. w 89% prób ryb badanych w Wirginii, w Stanach Zjednoczonych. Według badań w stanie Waszyngton średnia zawartość PBDE w ciele ryb żyjących w terenach mało zanieczyszczonych wynosi 1,4 μg/kg świeżej masy, a w regionach zurbanizowanych 1250 μg/kg świeżej masy. W badaniach morskich ryb w Japonii zawartość PBDE wynosiła 0,11–3,3 μg/kg świeżej masy.
Według przeglądu literatury naukowej opublikowanej w latach 2012–2017, a więc obejmującej również okres nieco wcześniejszy, w badaniach zawartości HBDE w ciele ryb jedynie wyjątkowo jest ona niższa niż granica wykrywalności. W Europie wartości zawierają się w przedziale od wartości niewykrywalnych do 93 μg/kg świeżej masy (lub przy innej metodzie przeliczania zawartości w tłuszczu do 353 μg/kg). W Afryce ten zakres to od wartości niewykrywalnych do 6,6 μg/kg świeżej masy, w Azji 0,03–1726 μg/kg świeżej masy, a w Ameryce Północnej 0,075–4806 μg/kg świeżej masy. W ciele ryb złowionych przy Wyspie Króla Jerzego te wartości to od 0,006 do 22,8 μg/kg świeżej masy.
W mleku kobiet z różnych regionów Europy poziom PBDE wynosi 0,14–3,0 ng/g tłuszczu. U młodszych kobiet jest z reguły wyższy.
Mimo że w Unii Europejskiej emisje PBDE po wprowadzeniu regulacji niemal nie są raportowane, monitoring jakości wód wskazuje na powszechne występowanie PBDE. W ramach polityki ochrony środowiska zmieniono sposób monitoringu z badania wody, gdzie PBDE są słabo wykrywane, ze względu na hydrofobowy charakter, na badanie w tkankach ryb. Ponieważ środowiskowe normy jakości ustalone dla wód i dla tkanek zwierzęcych są różne, oznacza to zmianę w klasyfikacji stanu chemicznego wód. Wśród krajów, które pierwsze zastosowały nowy system monitoringu i oceny wód, była Szwecja, co zaskutkowało złą oceną stanu wód powierzchniowych w tym kraju. W Polsce w ramach państwowego monitoringu środowiska rozpoczęto badanie PBDE w tkankach ryb w 2016. Zbadano wówczas 153 jednolitych części wód powierzchniowych rzecznych, uzyskując wyniki od 0,071 do 3,5 μg/kg świeżej masy. W 2017 było to 420 jcwp, a zakres wyniósł 0,026–2,48 μg/kg świeżej masy. Oznacza to, że stan wszystkich monitorowanych pod tym kątem części wód jest uznany za zły, podczas gdy w okresie, gdy oceniano zawartość PBDE w wodzie, dotyczyło to tylko jednego fragmentu Pilicy. Podobnie jest z oceną polskich wód Bałtyku. Jest to związane z tym, że środowiskowa norma jakości dla zawartości PBDE (suma kongenerów 28, 47, 99, 100, 153 i 154) w świeżej masie ryb ustalona jest na 0,0085 ng/g, a więc przekroczona u prawie wszystkich ryb przebadanych pod tym kątem. W związku z tym zgodnie z przewidywaniami Europejskiej Agencji Środowiska praktycznie wszystkie wody powierzchniowe w Europie zostaną sklasyfikowane jako nieodpowiadające normom w miarę rozszerzania monitoringu na kolejne rzeki, jeziora i wody przybrzeżne. Biorąc pod uwagę powolne tempo rozkładu i fakt, że często normy są przekraczane kilkusetkrotnie, a nawet kilka tysięcy razy, czas powrotu do stanu dobrego przy tak określonej normie jest szacowany na dziesięciolecia. Norma ta została ustalona na podstawie badania wpływu jednego kongeneru (BDE-99) na organizm szczurów i jej wysokość jest podważana przez niektórych ekspertów.

## Ograniczenia stosowania
PBDE zostały uznane za zagrożenie dla środowiska niedługo po szerokim wprowadzeniu na rynek. Szczególnie dwie grupy PBDE zostały objęte regulacjami: komercyjny eter pentabromodifenylu i komercyjny eter oktabromodifenylu. W 2003 w Unii Europejskiej przyjęto dyrektywę ograniczającą ich użycie. Zgodnie z jej zapisami zakazane jest stosowanie ich w produkcji, a także wprowadzanie do obrotu przedmiotów zawierających je w ilości większej niż 0,1% masy. W tej dyrektywie nie zakazano stosowania dekaPBDE. W podobnym czasie podobne zakazy wprowadziły niektóre stany USA i Kanada.
W ramach nowelizacji Konwencji sztokholmskiej w sprawie trwałych zanieczyszczeń organicznych na czwartym spotkaniu stron w 2009 również objęto te dwie grupy substancji zakazem używania w produkcji. Dopuszczalne jest odstępstwo dla recyklingu tworzyw już je zawierających, pod warunkiem spełnienia norm, ale ostatecznym celem jest eliminacja PBDE z obiegu. Zgodnie z założeniami odstępstwa nie mogą być stosowane dłużej niż do 2030. Zgodnie z zapisami konwencji komercyjny eter pentabromodifenylu to BDE-47 i BDE-99 (czyli eter tetrabromodifenylowy i pentabromodefenylowy), ale również inne kongenenery tetraBDE i pentaBDE mogące znaleźć się w składzie komercyjnych mieszanek, podczas gdy komercyjny eter oktabromodifenylu to BDE-153, BDE-154, BDE-175, BDE-183 (czyli eter heksabromodifenylowy i heptabromodifenylowy), ale również inne kongenenery heptaBDE i heksaBDE mogące znaleźć się w składzie komercyjnych mieszanek. Na ósmym spotkaniu w 2017 regulacjami objęto też komercyjny eter dekabromodifenylu BDE-209 (nr CAS 1163-19-5), choć nie są one tak restrykcyjne, jak w przypadku poprzednich grup. Kraje mogą produkować nadal tę substancję, pod warunkiem powiadomienia konwencji i zastosowania norm. Może być stosowana z pewnymi ograniczeniami w przypadkach wymagających specjalnej ochrony przeciwpożarowej: w częściach pojazdów, tekstyliach (także zabawkach), izolacyjnych piankach poliuretanowych czy domowych instalacjach elektrycznych, żelazkach itp.
W 2008 PBDE uznano za substancje priorytetowe w dziedzinie polityki wodnej Unii Europejskiej, a więc takie, które należy wyeliminować ze środowiska wodnego i które są monitorowane w ramach klasyfikacji stanu chemicznego wód. Ponadto eter tetra-, penta-, heksa- i heptabromodifenylowy (numery CAS 40088-47-9, 32534-81-9, 36483-60-0, 68928-80-3) uznano za priorytetowe substancje niebezpieczne. W Stanach Zjednoczonych i Kanadzie dekaBDE nie jest zakazany prawnie, ale firmy skupione w Bromine Science and Environmental Forum wycofały go tam z użytku w 2012. W pozostałych rejonach świata ograniczenia inne niż wynikające z Konwencji sztokholmskiej nie są stosowane.